# Terrorangrebet i Moskva 2010
Terrorangrebet i Moskva 2010 var to selvmordsbomber, der blev udløst af to kvinder med omkring 40 minutters mellemrum i løbet af formiddagens myldretid den 29. marts 2010. Bomberne blev udløst på to stationer i Moskvas metro, (Lubyanka og Park kultúry). Mindst 40 mennesker blev dræbt og over 100 såret. Russiske embedsmænd kaldte hændelsen "det mest dødbringende og sofistikerede terrorangreb i den russiske hovedstad i seks år".
De indledende undersøgelser viste, at bombardementerne blev begået af tjetjenske separatister, der var medlem af Kaukasus Emirat. Den 31. marts 2010 bekræftede den tjetjenske oprørsleder mistanken, da han påtog sig ansvaret for at have beordret angrebet i en video på Internettet. Han tilføjede desuden, at sådanne angreb ville fortsætte i Rusland.

## Hændelsesforløb
Den første eksplosion indtraf ved stationen Lubyanka klokken ca. 7:56 lokal tid (3:56 UTC). Efterfølgende fandt endnu en eksplosion sted på Park Kultury omkring klokken 8:38.
En tredje detonation blev annonceret af Life News cirka 40 minutter senere, dog blev ingen sprængstoffer fundet i den plasticpose, som man formodede kunne være en bombe, efter den blev evakueret fra stationen. Omkring klokken 10:04 lokal tid modtog man fra en telefonboks et opkald på Begovaya-stationen, som fortalte, at det hele var et svindelnummer. En lignende hændelse fandt sted cirka en time efter den anden eksplosion, da passagererne bemærkede, at en muslimsk kvinde kom ind i toget.
De to kvinder, der udførte angrebene, havde eksplosive bælter, formodentlig med detonationsenheder inde i deres mobiltelefoner, som kunne aktiveres, hvis de modtog et opkald. Angrebene fandt sted i myldretiden på en hverdag. Øjenvidner fortalte, at nogle af de overlevende blev så hårdt kvæstet, at de konstant sprøjtede store mængder blod ud på gulvet og væggene, indtil de blev tilset af læger. Tidspunktet for angrebet blev valgt for, at der kunne være det maksimale antal passagerer i metroen
.

### Efterspil
Omkring klokken 11:00 lokal tid blev operation "Vulkan" lanceret for at afpatruljere alle metrostationer i søgen efter mulige spor for at spore bagmændene. En paskontrol blev efterfølgende krævet for at komme igennem Sokolnicheskaya.
Efterfølgende sagde Ruslands indenrigsminister Rashid Nurgaliyev at sikkerheden blev styrket i hele landet, "især i byer med metro-systemer."

## Tab
Identiteten af de dræbte og sårede blev fastslået af ministeriet for nødsituationer.
Mindst 39 mennesker i alderen mellem 16 og 65 år blev dræbt ved eksplosionerne. Et 40. offer døde af sine kvæstelser den 30. marts. De første tal pegede på at, 36 blev dræbt hvor i alt 24 af dem var ved eksplosionen på Lubyanka station og 12 på Park kultúry. To andre mennesker døde efterfølgende. Tre af de døde var mindreårige. En højtstående embedsmand fra Sortehavsflåden i Den Russiske Føderation, kaptajn Viktor Ginkut, var også blandt de passagerer, der blev dræbt ved Park kultúry station. Over 100 andre passagerer har siden været ramt af alvorlige og/eller mindre skader.

### Gerningsmænd
Ifølge de russiske myndigheder stod to kvinder fra Dagestan bag selvmordsangrebet.
Deres ansigter havde ikke lidt skade ved eksplosionen. Det første angreb blev lavet med en kraft på op til 4 kg af TNT, mens det andet angreb blev udført af en mørkhåret kvinde med sprængstof svarende til 2 kg TNT spændt fast til sin talje. Begge bomber var fyldt med metal, møtrikker og bolte, for at øge den destruktive virkning.
Kvindelige selvmordsbombere, kendt som "sorte enker", har sprængt sig selv i luften ved talrige lejligheder, herunder ved bombninger af to passagerfly, der lettede fra Moskva lufthavn, og tidligere i Moskvas metro og under terrorangrebet i Beslan.